# Diogenesia boliviana
Diogenesia boliviana là một loài thực vật có hoa trong họ Thạch nam. Loài này được (Britton) Sleumer mô tả khoa học đầu tiên năm 1941.